# 丁秀君

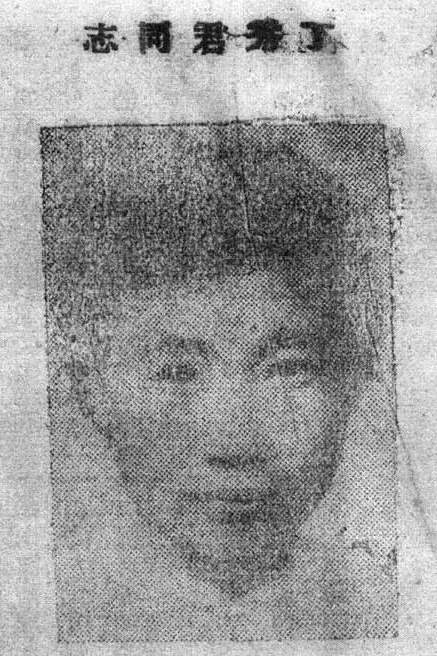
丁秀君

丁秀君（1904年—2005年），女，四川南川人。1931年毕业于北京师范大学教育系，成绩居全校之首。曾在省立成都女师、省立重庆女师、省立成都女中當校长，亦曾任四川省教育厅编审、教育科学院研究员、重慶市選區婦女選出的第一屆國民大會代表。1981年受聘为四川省文史研究馆馆员。

## 学生时代
丁秀君1921年考入重庆第二女子师范，在蒙裁成校长与萧楚女老师的教育影响下，提高了爱国热情，被选为学生会主席。期间，日本人的“德阳丸”轮船运来大批作废劣币，企图扰乱重庆金融。重庆二女师联络重庆各校及各界人士组织“德阳丸案后援会”，举行游行示威，唤起民众共同御侮。
1925年，邓懋修、董融生、裴子居、朱凯、雷兴政和丁秀君被选为重庆代表，赴北京参加国民会议。丁秀君与天津学生会的代表邓颖超同住一室。不幸的是，丁秀君等代表抵京之时正是孙中山逝世之日。他们一路护灵送灵至西山碧云寺。
1925年，丁秀君考入北京师范大学教育系。1926年3月12日，日本派遣军舰掩护奉军舰队进攻天津大沽口，炮击国民军，国民军还击。日本聯絡英國、美國、法國等八国公使，以维护《辛丑条约》为由向北京政府发出最后通牒，各国20余艘军舰群集大沽口。3月18日，北京万余人民在天安门集会示威，女师大有很多学生参加游行示威，丁秀君也一同前往，向段祺瑞政府请愿。段祺瑞政府警員向示威人群开枪，刘和珍与杨德群喪命。

## 献身教育
1931年丁秀君以成绩居全校之首毕业，留校作助教。“九一八事变”和“一二八事变”爆发后，丁秀君决定离京返川。
1932年8月，丁秀君来到卢作孚先生母校合川瑞山小学任校长。在此期间，丁秀君利用石洞，扩充校舍；健全教师队伍，增设教室，扩充班次；建设图书室、食堂和礼堂。特别是对小学教育作了积极的探索和有力的改革。为了活跃学校的学习空气，改变读死书的沉闷习气，丁秀君提出“以音体为中心”的教育模式，让学生以一种愉快积极的心态来投入学习，陶冶情操，促进德育教育。
1936年6月，丁秀君在重庆创办了妇女工读学堂。1940年至1944年，丁秀君担任省立成都女子师范学校校长，奠定了以培养学生好学勤奋，生活简朴；一切从爱国出发；热爱教育工作，志愿终身献身教育事业这三大优良传统。抗日战争期间，日军轰炸机窜入成都上空狂轰滥炸。学校暂时搬到彭山县。
1943年12月16日，冯玉祥将军为抗日救国募捐，从眉州来到彭山县。女师学生积极响应，但学生大多清贫，就从伙食费中抽出一部分捐献，在募捐会上现场脱下衣物义卖，从而激起工商乡绅的捐献高潮，令冯玉祥将军十分感动。冯玉祥高度赞扬了学生倦募捐会上表现出的爱国热情，即兴作诗予以颂扬：
“最重是爱国，教育不空谈，以我所见者，教育称模范。”
1946年至1949年任省立重庆女师校长，以培养小学合格教师为办学目的，注重对学生教学实践的锻炼。她的不少学生，后来都成为社会各界的佼佼者。自1949年8月起，丁秀君奉调前往在东马棚街的成都省立女中作校长。

## 中共建政后
中共建政后，丁秀君被送到南较场子集中学习，出来后，借住到包家巷鄢瑞家。1980年，好友胡兰畦把她介绍到中共四川省委统战部。1981年，丁秀君被安排在四川省文史馆作馆员，直至2005年逝世，享年101岁。
丁秀君一生奉行”刻苦钻研“的精神，撰写有《四川最早的一所女校——成都女师》、《富于革命精神的重庆女子师范学校》、《蒙裁成先生事略》、《卢作孚先生事略》、《世纪回眸》等文章诗词。

## 短暂婚姻
1949年1月，丁秀君嫁于龙文治。同年5月，龙文治赴广州开立法会，被暗杀于广州。